# Мармарика

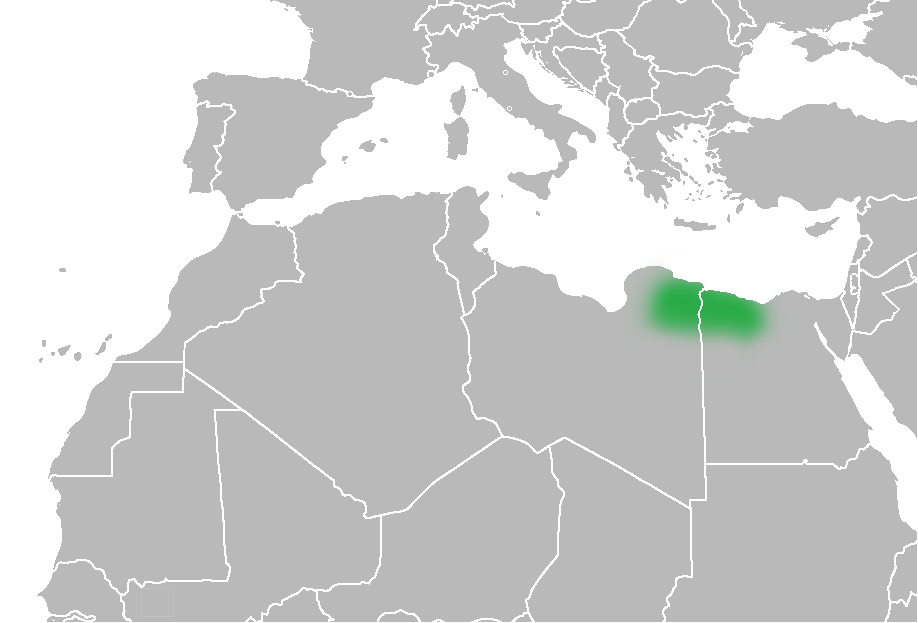
Область Мармарика на сучасній мапі Лівії та Єгипту

Мармарика (грец. ἡ Μαρμαρική, лат. Marmarica) — історична область у Північній Африці. Розташовується між дельтою Нілу і Киренаїкою, на півдні обмежується умовною лінією від Авгільского (суч. Джалу) до Аммонської (суч. Сива) оази. В минулому називалася також Лівія, Безвода Лівія, Нижня Лівія. Область лежить своєю західною частиною на північному сході сучасної держави Лівія, а східною частиною — на північному заході сучасного Єгипту. Період вживання топоніма — з епохи Пізньої античності по наші дні. В давнину ця територія складалася з Лівії, інакше Лівійського нома (східна частина), і власне Мармарики (західна частина), іноді ці області не об'єднувалися і згадувалися окремо. Більшість географів відносили всю Мармарику до області Киренаїка, але фактично територія частіше контролювалася Єгиптом або його підкорювачами. Орієнтовна площа — 200 000 км².

## Етимологія назви
Називати область Мармарикою стали римляни, ймовірно, починаючи з періоду пізньої античності по імені місцевого племені мармаридів, які часто протистояли їм у війнах.

## Історія

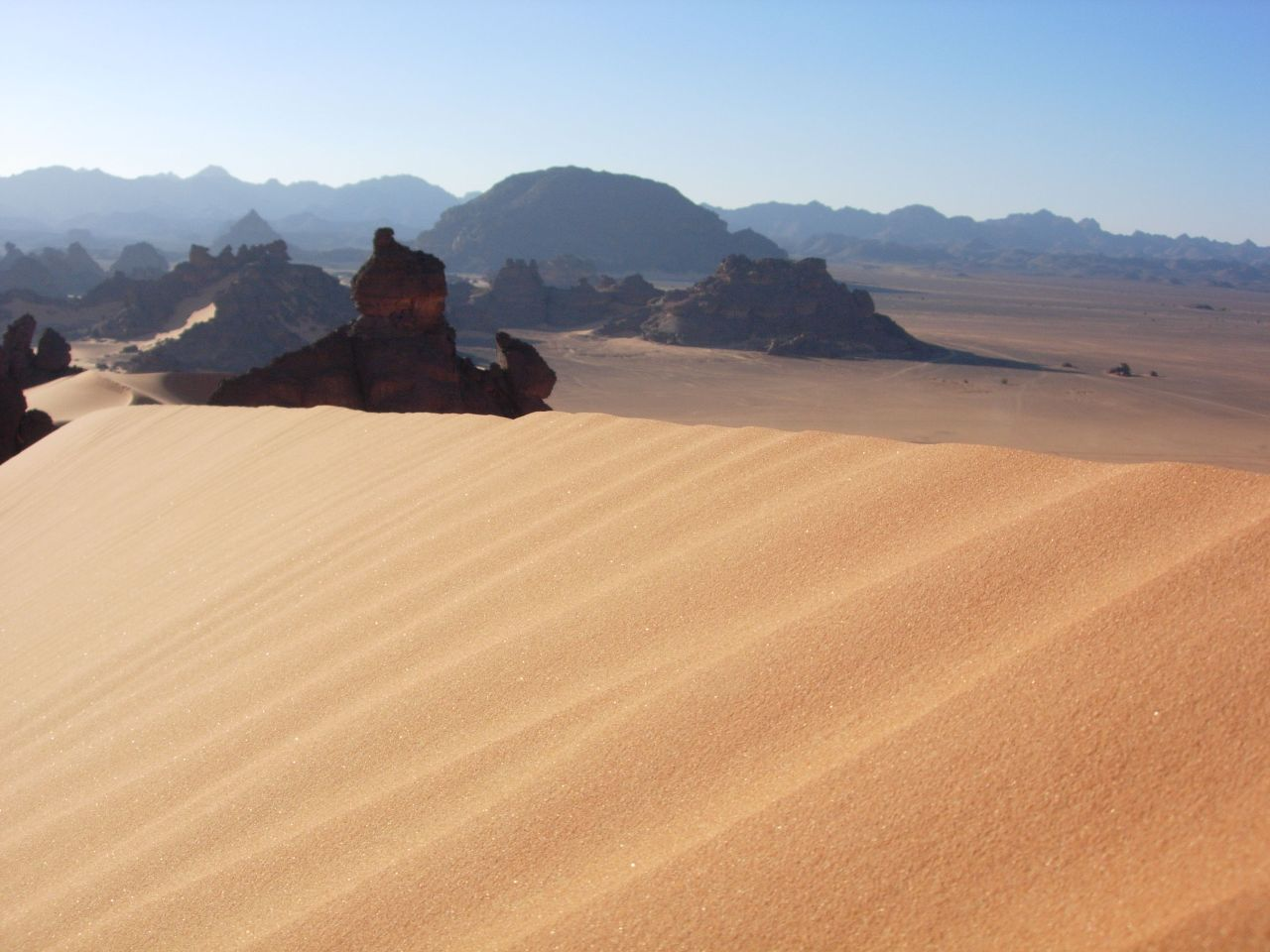
Внутрішні області Мармарики в Лівійській пустелі.

- Стародавня історія регіону — див. Стародавня Лівія.
- I ст. до н. е. — IV ст. н. е. — ця область перебувала під владою Римської імперії і її починають іменувати — Мармарика. Входила в провінцію Єгипет, а після проведення реформ адміністративного поділу на її території була утворена провінція Нижня Лівія у складі дієцезії Схід, а пізніше дієцезії Єгипет, яка входила до префектури Схід.
- 395 р. — за поділу Римської імперії на Західну і Східну залишилася існувати як провінція Нижня Лівія у Східній Римській імперії.
- Кін. VI ст. — увійшла в Єгипетський екзархат (нова форма адміністративного управління в Візантійській імперії).
- Поч. VII ст. — Перська держава Сасанідів захопила владу в регіоні, підкоривши сусідній Єгипет, і слідом за ними на Єгипет, а потім і Лівію накотилася хвиля арабського завоювання.
- Історія регіону з VII ст. — Див. Лівія і Єгипет (сучасні держави).